# Municipio de Helsingborg
El municipio de Helsingborg (en sueco: Helsingborgs kommun) es un municipio de Escania, la provincia más austral de Suecia. Su sede se encuentra en la ciudad de Helsingborg, la octava ciudad más grande del país. Limita con los municipios de Höganäs al norte, Ängelholm y Åstorp al noreste, Bjuv y Svalöv al este y con Landskrona al sur. En el otro lado del Öresund, el municipio limita al oeste con Fredensborg y Helsingør en la Región Capital de Selandia, Dinamarca.

## Localidades
Hay 16 áreas urbanas (tätort) en el municipio:
| #  | Localidad       | Población |
| -- | --------------- | --------- |
| 1  | Helsingborg     | 109,869   |
| 2  | Rydebäck        | 6,429     |
| 3  | Ödåkra          | 5,413     |
| 4  | Hittarp         | 4,670     |
| 5  | Påarp           | 2,959     |
| 6  | Bårslöv         | 2,774     |
| 7  | Mörarp          | 1,889     |
| 8  | Gantofta        | 1,356     |
| 9  | Vallåkra        | 828       |
| 10 | Kattarp         | 732       |
| 11 | Allerum         | 725       |
| 12 | Domsten         | 602       |
| 13 | Hasslarp        | 600       |
| 14 | Tånga och Rögle | 230       |
| 15 | Utvälinge       | 230       |
| 16 | Fleninge        | 208       |

## Ciudades hermanas
Helsingborg está hermanada o tiene tratado de cooperación con:
- Helsingør
- Alexandria
- Dubrovnik
- Pärnu
- Liepāja